# جو بوستك
جو بوستك (بالإنجليزية: Joe Bostic)‏ هو لاعب كرة قدم أمريكية أمريكي، ولد في 20 أبريل 1957 في غرينزبورو في الولايات المتحدة.

## وصلات خارجية
- جو بوستك على موقع مرجع كرة القدم المحترفة.كوم (الإنجليزية)
- جو بوستك على موقع قاعة كارولاينا الشمالية للمشاهير الرياضية (الإنجليزية)